# Allocosa millica
Allocosa millica là một loài nhện trong họ wolfspinnen (Lycosidae).
Loài này thuộc chi Allocosa. Allocosa millica được Embrik Strand miêu tả năm 1906.